# Yawata
Yawata (japanska: 八幡市?, Yawata-shi) är en stad i Kyoto prefektur i Japan. Staden fick stadsrättigheter 1977.